# La maschera dell'amore
La maschera dell'amore è un film muto italiano del 1916 diretto da Ivo Illuminati.